# Чесале
Чеса́ле (англ. Chesale) — вища традиційна громада у складі дистрикту Мачинга Південного регіону Малаві.
Населення — 14599 осіб (2018).